# United States Academic Decathlon
El Decatlón Académico de Estados Unidos (en inglés, United States Academic Decathlon, AcaDec) es una competencia anual para preparatorias, organizada por la Asociación Estadounidense del Decatlón Académico (USAD, por sus siglas en inglés). 
La competencia consta de siete exámenes de opción múltiple, dos presentaciones, y un ensayo. El Decatlón Académico fue credo por Robert Peterson en 1968 para las escuelas locales del Condado de Orange, en California; expandiéndose a nivel nacional en 1981. En aquel año participaron 17 estados, más el Distrito de Columbia; poco a poco el número de estados participantes se ha ido incrementando hasta incluir a casi todo el país y algunas instituciones extranjeras. En 2015 el Decatlón llevó a cabo su primer torneo internacional en Shanghái, China. Así mismo, el primero de marzo de 2013, el concurso cambió su nombre de Decatlón Académico de Estados Unidos, a únicamente Decatlón Académico.
El Decatlón Académico está diseñado para incluir a estudiantes de todos los niveles de aprovechamiento. Los equipos generalmente están compuestos por nueve miembros, divididos en tres categorías con base en su promedio de calificaciones: Honors (3.75 - 4), Medio (3.0 - 374) y Elemental (0.00 - 2.99); se debe considerar que los puntajes están basados en el sistema de calificaciones de Estados Unidos. Cada miembro del equipo compite en los diez eventos contra otros estudiantes de su misma categoría, el puntaje de los equipos se calcula utilizando los dos promedios más altos, obtenidos individualmente, en cada una de las tres divisiones. Se otorgan medallas de oro, plata y bronce tanto de manera individual como por equipo. Para ganar un lugar en la competencia nacional, los equipos deben avanzar en las pruebas locales, regionales y estatales; sin embargo, ciertos estados no participan en todas las etapas; es necesario señalar que también se ofrecen competencias en línea. La USAD se ha expandido tanto, que ha creado un Decatlón Académico Internacional y un Pentatlón para las escuelas secundarias.
Las diez pruebas requieren de un amplio conocimiento en varias disciplinas académicas. Los estudiantes deben presentar siete exámenes de opción múltiple de materias como arte, economía, lengua y literatura, matemáticas, música, ciencias y ciencias sociales. Cada uno de estos temas, a excepción de matemáticas, están relacionados. Una de las pruebas, alternando entre ciencias exactas o ciencias sociales, debe ser elegida para el Super Quiz. Además de los exámenes de opción múltiple (pruebas objetivas), hay tres pruebas subjetivas: el ensayo, la entrevista y el discurso; los cuales son evaluados por jueces. A lo largo de los años han existido controversias, la más conocida ha sido el escándalo que involucró al equipo de la escuela Steinmetz High School, el cual fue descubierto haciendo trampa en las competencias estatales de Illinois. Este suceso fue dramatizado en la película Cheaters (2001). El Decatlón Académico ha recibido críticas de los profesores por el tiempo que los estudiantes deben invertir para prepararse, pues muchos temas van más allá de lo que está contemplado en los planes de estudio de las escuelas. A principios de la década de los 2000, varios entrenadores protestaron por la decisión de la USAD de publicar guías llenas de errores, en vez de proporcionar temas para que los estudiantes investiguen sobre ellos.

## Historia
El Decatlón Académico fue fundado en 1968 por Robert Peterson, superintendente de las escuelas del Condado de Orange, California. Martin Cobb, el director ejecutivo del Decatlón Académico de California dijo, tras la muerte de Peterson en 2003, que éste había buscado que la competencia alentara, no solo a los estudiantes de más alto rendimiento (que ya competían en otras pruebas), sino que cualquier estudiante pudiera participar, de tal manera que los alumnos con un rendimiento promedio o bajo pudieran cambiar sus perspectivas de vida. En la competencia inaugural, llevada a cabo en diciembre de 1968, concursaron 103 alumnos de 20 preparatorias locales. Al principio solo se realizaban concursos regionales, organizados por la Asociación del Decatlón Académico del Condado de Orange (OCAD, por sus siglas en inglés) y el Departamento de Educación del mismo Condado. En 1971, cuando el jurado recomendó que el Departamento de Educación del Condado ya no debía de participar en la organización del evento, todo el control pasó a manos de la OCAD.

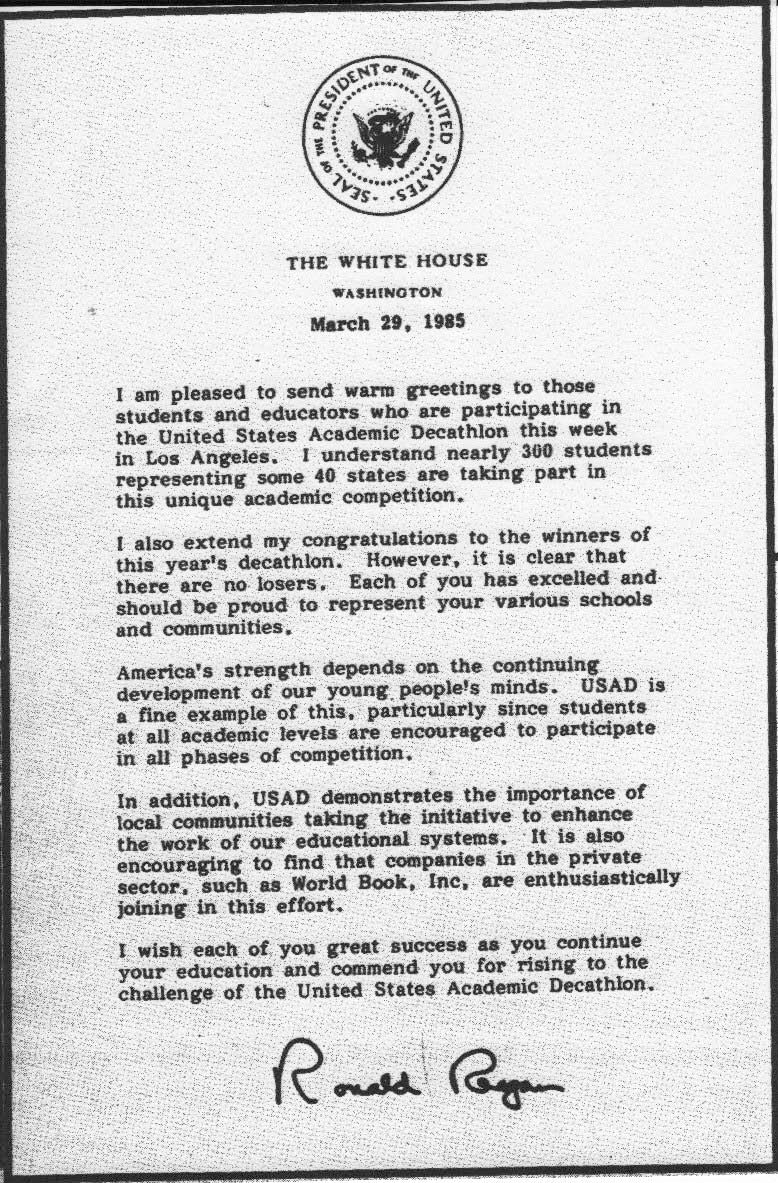
Una carta del presidente Ronald Reagan a los competidores de la temporada de 1981. Reagan había sido gobernador de California cuando el Decatlón Académico se formó, y había tenido la oportunidad de conocer a los ganadores del concurso de 1970.

En 1979, se organizó el primer concurso a nivel estatal, y solo dos años más tarde, la recién creada Asociación Estadounidense del Decatlón Académico llevó a cabo la primera competencia nacional, en abril de 1982, teniendo como sede a la Universidad Loyola Marymount de California. En dicho evento concursaron 200 preparatorias de 16 estados y el Distrito de Columbia. Peterson, inspirado por los Juegos olímpicos de 1984 de Los Angeles, pensó en hacer del Decatlón Académico un evento internacional. En las competencias finales de 1984, 32 estados, así como Canadá, México, Nueva Zelanda y Corea del Sur enviaron a sus respectivos equipos; sin embargo la inclusión de participantes extranjeros no era algo que sucediera con frecuencia, de hecho no hubo participantes internacionales hasta 1989, cuando los equipos de Irlanda del Norte y de Río de Janeiro concursaron. Desde entonces, solo una pequeña cantidad de escuelas internacionales ha formado parte de este torneo.
Después de un concurso en 1986, el Dr. Peterson fundó el "Decatlón Internacional para las Academias" en 1990. Los eventos fueron realizados de manera exitosa en 1990, 1991 y 1992, pero por varias razones la competencia fue suspendida en los años posteriores. En abril de 2009, la USAD anunció que organizaría una prueba en línea a nivel internacional: "El Decatlón Académico Internacional";  no obstante, después de un exitoso concurso en 2008, todos los participantes del 2009, a excepción de Southbank, decidieron no asistir.
Por otra parte, cabe mencionar que el Decatlón Académico era organizado de manera diferente a como es ahora; en un principio las diez pruebas en las que consiste el torneo, eran estéticas, es decir, se evaluaban materias como música, artes visuales, danza, presentaciones, escritura de ensayos, artes plásticas, matemáticas, discurso formal, física, ciencias sociales, temas de actualidad, literatura inglesa, gramática y lectura. Con el tiempo, esas pruebas fueron desplazadas para dar paso a materias como: economía, bellas artes, escritura de ensayos, entrevistas, lengua y literatura, ciencias, ciencias sociales, discursos y el Super Quiz. Fue hasta 1998, cuando la materia de bellas artes se dividió en dos exámenes, uno de arte y otro de música; debido a esta división, el Super Quiz tomó el lugar de una de las materias de años anteriores; por ejemplo en 1998 el Super Quiz reemplazó a la materia de economía, desde 1999 hasta el 2012, dicho quiz sustituyó a las materias de ciencias y ciencias sociales. A partir de la temporada del 2013, el Super Quiz se ha convertido solamente en una porción del puntaje final, abarcando por lo tanto, preguntas sobre Ciencias exactas, Lengua y Literatura, Música, Ciencias Sociales, Arte y Economía.
En los torneos de la temporada de 1998 y 1999 cambió la organización del evento y la forma en que los estudiantes debían estudiar. Antes de aquella temporada, los estudiantes realizaban sus propias investigaciones y quienes elaboraban los exámenes no se basaban en el material publicado por la USAD. Sin embargo, tras un cambio en las políticas de la asociación, a principios de la temporada 1999-2000, los exámenes se empezaron a basar en el material oficial de la USAD; como resultado los puntajes incrementaron en todo el país. En la competencia nacional de 1999, la escuela James E. Taylor High School, obtuvo el promedio más alto en todos los años de existencia del concurso. Al año siguiente la USAD, una vez más modificó sus políticas; ahora 50% de las preguntas se basarían en la "Guía de Recursos" publicada por la asociación, mientras que el otro 50% se basaría en fuentes no especificadas. En el caso de las pruebas de economía, estas se enfocaban a las empresas y en los perfiles individuales de cada una de ellas, en vez de tratar temas sobre macro o microeconomía, como ocurría anteriormente. Un descenso en los resultados fue la consecuencia de tales cambios; en aquel año, la escuela ganadora a nivel nacional fue Camino Real High School, la cual acumuló un total de 5923 puntos, sin embargo, no pudo romper la marca impuesta por la Escuela James E. Taylor High School. En 2001, la USAD estableció una organización para el diseño y la elaboración de las pruebas, la cual estuvo operando durante casi diez años, tras esta decisión, se realizaron cambios en los planes de estudio de las escuelas.
Aunque los eventos finalmente fueron organizados siguiendo una rúbrica estable, en la temporada del 2000-2001, la administración de la USAD cambió drásticamente cuando el director ejecutivo, James Alvino, renunció. Alvino había escrito un artículo religioso que había sido incluido en la Guía del Super Quiz, de ese año. Sus críticos y el Consejo de la USAD consideraron la inclusión de ese texto como un conflicto de intereses, ya que se trataba de un ensayo persuasivo que mostraba, de manera irrebatible, el punto de vista de Alvino. Por otro lado, esa temporada fue muy importante porque fue la primera en que los estados pudieron enviar participantes de escuelas grandes y pequeñas a la competencia nacional, es necesario mencionar que se considera a una escuela como pequeña, cuando tiene menos de 650 alumnos inscritos. Aunque esta práctica fue aplicada por muy poco tiempo, ya que en 2002 fue discontinuada, se introdujo un programa de competencia en línea a partir de 2005. En 2010, el Decatlón Académico de California anunció que la competencia en línea, sería llevada a cabo por la escuela que hubiera obtenido el segundo mejor puntaje en las pruebas estatales. Así mismo en 2009, la USAD anunció el lanzamiento del programa en línea del Pentatlón Académico, para escuelas secundarias; este programa es similar al Decatlón Académico, la única diferencia son las materias evaluadas, pues en él solo se concursa en las áreas de literatura, ensayo, matemáticas, geografía / ciencias sociales y ciencias naturales. También en 2010, la USAD declaró que los estudiantes que no tuvieran acceso a un equipo o que su equipo hubiera sido eliminado en las primeras fases de la competencia, podían participar de manera individual en el programa en línea.

## Participación

### Elaboración de equipos y Elección
La USAD exige que los equipos estén integrados por personas con distinto rendimiento académico, de tal manera que los concursantes puedan clasificarse dentro de las tres categorías disponibles: Honors, Medio y Elemental. La categoría Honors está conformada por estudiantes con promedios entre 3.75 y 4.0. La categoría Medio/Promedio está compuesta por alumnos cuyos promedios generales están entre 3.0 y 3.74. El último grupo es la categoría elemental, donde pueden inscribirse alumnos con promedios de 0.0 a 2.99. 
Cabe recordar que las calificaciones se basan en el sistema estadounidense; así mismo la USAD utiliza una escala de calificaciones modificada para omitir en el cálculo del promedio, las calificaciones obtenidas en materias como Educación Física o Música. La calificaciones tienen un valor nominal, es decir, no importa si son cursos avanzados, honors, regulares o clases remediales. Una A equivale a 4.0, una B es igual a 3.0, una C a 2.0, una D a 1.0 y una F a 0. Para calcular el promedio, la USAD solo utiliza las calificaciones finales de los dos primeros años de preparatoria.
Un equipo, regularmente, está formado por 9 integrantes: tres en la categoría honors, tres en la categoría promedio y otros tres en la categoría elemental. Sin embargo, puesto que solo los dos resultados más altos de cada categoría cuentan para la puntuación total del equipo, un equipo puede competir con tan solo seis miembros sin ninguna deducción de puntos. Los participantes pueden competir en categorías superiores a las que han sido asignados, pero generalmente es más ventajoso concursar en categorías más bajas.

### Niveles de la Competencia
Hay 4 niveles oficiales en la competencia: el local, regional, estatal y nacional (Round 1, 2, 3 y 4 respectivamente). A excepción de la etapa local, solo los ganadores de cada etapa avanzan al siguiente nivel. California, el estado con el Decatlón académico más grande, realiza concursos locales utilizando el examen del Round 1, que en realidad es una guía y por lo tanto no determina si un equipo podrá concursar a nivel regional. En la temporada de 2008-2009, 43 estados participaron en las competencias estatales, sin embargo solo 35 estados compitieron en las pruebas nacionales.

## Eventos

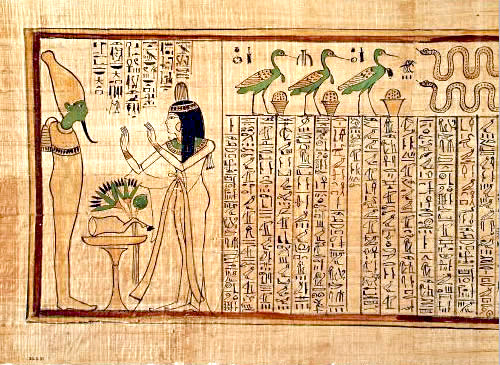
La imagen muestra una sección del Libro de los Muertos de Nany, utilizado en una de las pruebas de la competencia en 2004. Los estudiantes debían aprenderse datos como la longitud del pergamino, para quién cantaba Nany, y de quién era la escultura grabada en su ataúd.

Al igual que en un decatlón deportivo, el Decatlón Académico tiene diez eventos o pruebas: arte, economía, escritura de ensayos, entrevista, lengua y literatura, matemáticas, música, ciencias, ciencias sociales y discurso. Antes del 2013, el Super Quiz reemplazaba a una de las siete pruebas objetivas, generalmente la prueba de ciencias o la de ciencias sociales.
La USAD publica en marzo de cada año los temas que se van a incluir en la competencia del año siguiente, la cual se desarrolla entre los meses de noviembre y abril; dando a los estudiantes la oportunidad de prepararse con tiempo suficiente. El plan de estudios en el que se basa la USAD, está diseñado por un grupo de diez personas que trabajaron como entrenadores, y se les conoce como Grupo Asesor de los Planes de Estudio (en inglés, Curriculum Advisory Group). Este grupo de asesores, se reúne con los diseñadores de los planes de estudio de las escuelas, para crear una guía de estudios; es necesario advertir que los asesores deben contar por lo menos con una carrera profesional en el área a la que han sido asignados. La Guía de Recursos del Súper Quiz se compone principalmente de artículos periodísticos revisados por pares, pero también se incluyen otros artículos que solamente son revisados por un panel de cinco integrantes y después son analizados por un evaluado. El uso de este formato se implementó en la temporada 2012-2013.
Las pruebas están divididas en dos grupos: siete son considerados exámenes objetivos (arte, lengua y literatura, matemáticas, música, ciencias y ciencias sociales), tres son categorizados dentro de las pruebas subjetivas (ensayo, entrevista y discurso). Además hay una prueba de relevo: el Súper Quiz. 
Las pruebas objetivas son siete exámenes de opción múltiple que tienen una duración de media hora, mientras que las pruebas objetivas son evaluadas por jueces. Cada examen de opción múltiple contiene 50 preguntas, a excepción del de matemáticas el cual solo tiene 35 interrogantes. A partir del 2013 el Súper Quiz dejó de ser una prueba escrita para convertirse en una prueba oral la cual incluía preguntas de siete distintas materias: economía, arte, literatura música, ciencias y ciencias sociales.

### Pruebas Objetivas
En general, las pruebas objetivas siguen un esquema organizacional conjunto año tras año. El examen de lengua y literatura se enfoca en una sola novela o en un conjunto de obras teatrales, además contiene pequeñas secciones de preguntas sobre literatura, en su mayoría poemas o extractos de historias cortas. Las pruebas de arte y música están compuestas de diversas secciones incluyendo una de datos históricos. El examen de economía permanece bastante estático, el 85% de las preguntas se centran en temas de macroeconomía y microeconomía, mientras que el 15% restante se centra en el tema indicado en la guía. Por ejemplo, en 2005, la guía tenía un tema que cubría aspectos relevantes sobre la economía del antiguo Egipto y la Antigua Roma. En cuanto a las ciencias exactas y las ciencias sociales, en estos exámenes se abordan preguntas relacionadas sobre el tema de la temporada. Finalmente las evaluaciones en área de matemáticas ha variado con el transcurso del tiempo, en ocasiones se han añadido nuevos temas o se ha cambiado el valor de las preguntas de un tema en específico. 
| Año     | Tema                                    |
| ------- | --------------------------------------- |
| 1994–95 | Salud, Bienestar, y Biotecnología       |
| 1995–96 | Competencia y Cooperación               |
| 1996–97 | Comunicación y Cultura                  |
| 1997–98 | Las fuerzas que moldean a la sociedad   |
| 1998–99 | Desarrollando un sentido de significado |
| 1999–00 | Creando el Futuro                       |
| 2000–01 | Entendiéndome a mí                      |
| 2001–02 | Comprendiendo a los otros               |
| 2002–03 | Comprendiendo el Mundo Natural          |
| 2003–04 | E.U: el crecimiento de una nación       |

#### Súper Quiz
El Súper Quiz es una evaluación con un formato diferente a las otras, ya que es la prueba final del evento. Fue añadida en 1969, y consiste en 40 preguntas de opción múltiple y una parte abierta. A partir de 2013, las preguntas de opción múltiple fueron removidas y se incluyeron preguntas abiertas sobre siete materias. El Súper Quiz es el único evento en el que el público puede estar presente. 
El Súper Quiz se aplica primero a los alumnos de la categoría elemental, después a los estudiantes promedio y finalmente a los que están en la categoría Honors. A cada equipo se le dan 10 o 15 preguntas, las cuales son leídas en voz alta a la audiencia y son proyectadas para que os competidores puedan leerlas. Después de que las preguntas y respuestas han sido leídas, los estudiantes tienen solamente siete segundos para indicar la respuesta correcta; las respuestas son revisadas por un juez, de tal forma que los puntajes son mostrados a la audiencia en tiempo real.

### Pruebas Subjetivas
Las pruebas subjetivas permiten a los estudiantes expresar más su creatividad, en comparación con las pruebas objetivas. Una prueba subjetiva es el discurso, el cual es dividido en dos partes, la primera es un discurso preparado y ensayado, mientras que las segunda parte es un discurso improvisado que dura aproximadamente 4 minutos. Cabe mencionar que al concursante se le dan sugerencias, algunas de ella han sido cuestiones como la siguiente: "Se ha dicho que en estos tiempos modernos, la invención es la madre de la necesidad".
Otra prueba subjetiva es la entrevista, en la que a los estudiantes se les hacen preguntas de una gran variedad de temas en un entorno formal, dichas pregunta van de cosas tan simple como: "¿quién es tu modelo a seguir?" hasta "¿cómo le dirías a alguien que su cremallera está abajo?". Tanto en el discurso como en la entrevista el participante no puede decir la escuela de procedencia ni el lugar de donde es originario, esto con el fin de evitar sesgos en los jueces.
Por último, en el ensayo, los estudiantes tienen 50 minutos para escribir un ensayo respondiendo a un tema propuesto, la mayoría de las veces se trata de algún tema relacionado de la lengua y literatura.

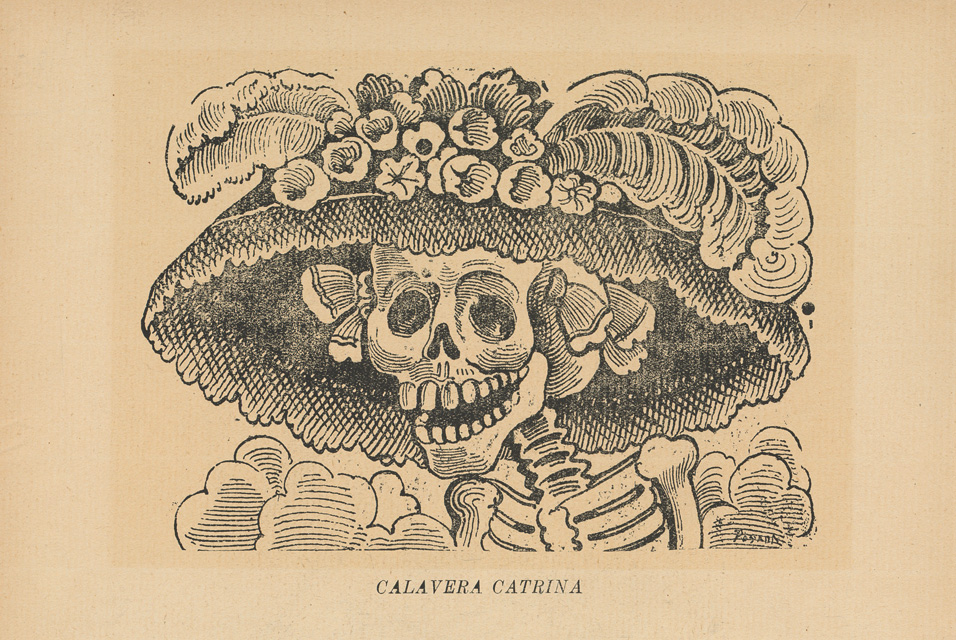
La Calavera Catrina, de José Guadalupe Posada, fue una de las preguntas incluidas en la prueba de arte durante la temporada 2008-2009.

### Temas
Conforme la competencia ha evolucionado, las pruebas se han ido enfocando a un tema específico cada año. Por ejemplo en la temporada 2008-2009, el tema central fue "América Latina: un enfoque hacia México". Lengua y literatura se basó en seis pequeñas secciones de novelas mexicanas como la obra Bless Me de Rudolfo Anaya. La prueba de arte se orientó principalmente hacia el arte popular mexicano, incluyendo piezas de la Cultura Olmeca, hasta obras de José Guadalupe Posada, entre ellas La Calavera Catrina. En el examen de música se incluyeron preguntas sobre la música de América Latina, un ejemplo era el trabajo de los músicos como Manuel Zumaya, Silvestre Revueltas, Astor Piazzolla y Xavier Cugat. En cuanto a la prueba de ciencias sociales y economía, estás apuntaron únicamente a la historia y la economía de México.

## Material de Estudio
El Decatlón Académico de Estados Unidos publica una gran variedad de materiales de estudio para las distintas fases de la competencia, tales materiales son vendidos al público en general, y las ganancias obtenidas de esas ventas son reinvertidas en el mantenimiento y mejoramiento del concurso. Las Guías de Recursos y las Guías básicas son los principales materiales en los que se basa la USAD para la elaboración de los exámenes; así mismo se publican, de manera separada, CD que contienen ejercicios de pruebas pasadas.
Las guías de estudio contienen temas detallados para cada materia y en ellas se indica qué temas deben ser investigados de forma independiente por el alumno; en este sentido la USAD ofrecía Guías de Investigación donde se especificaban los puntos básicos que los participantes debían conocer sobre un tema en particular, sin embargo las Guías de Investigación dejaron de ser editadas en 2010, ya que para la temporada 2010-2011, la USAD declaró que se eliminarían las preguntas de investigación independiente.
Hay una Guía de Recursos para cada materia: arte, economía, lengua y literatura, música, ciencias/ciencias sociales, e incluso hay una cuadernillo de preparación para el Súper Quiz. La guía para el Súper Quiz es un compendio de artículos publicados, mientras que las Guías de Recursos están elaboradas por escritores que tienen un contrato con la USAD. El objetivo de estas últimas es ayudar a los concursantes en el estudio de los temas que posiblemente pueden abordarse en las pruebas; por ejemplo en 2003 el tema principal de la materia de música era la Música Romanticista, por lo que la Guía de Recursos de Música se enfocaba en las características de la época Romántica,  las influencias del periodo clásico en dicho género musical, así como compositores importantes de esa era, entre ellos: Beethoven, Berlioz, Rossini, Chopin, Mendelssohn, Verdi, Músorgski, Wagner, Bizet, Mahler y Strauss. De forma similar, el tema en la materia de arte fue el Romanticismo en la Tradición Europea, por lo que la guía de estudio contenía información sobre Joseph Mallord, William Turner, Claude Monet, Albert Biertstadt y Camille Pisarro.
En los 90's, varias empresas se establecieron con el objetivo de investigar los temas de las materias y proveer exámenes, parecidos a los del concurso, a los equipos; entre las empresas más importantes de este rubro se destacan Acalon Cards & Exams y DemiDec, creadas por el exentrenador Dan Spetner, y el exconcursante Daniel Berdichevsky, respectivamente. Las dos compañías ofrecían exámenes y guías que podían reemplazar al material oficial de la USAD. La USAD, a partir de 1998, pidió a los equipos no adquirir el material de terceras compañías, colocando un aviso sobre este asunto en su página oficial.
En el año 2000, muchos entrenadores que habían llevado a sus equipos a la competencia nacional durante la década de 1990, renunciaron como protesta por la decisión de la USAD de querer vender todos los materiales de estudio por un valor igual o superior a los $1,000 (mil dólares), en vez de solamente dar a conocer los temas para que los alumnos investigaran de manera independiente. Los equipos se veían obligados a comprar las guías porque la USAD se basaba en ellas para hacer los exámenes; así mismo, muchos participantes denunciaron que dichas guías tenían cientos de errores, e incluso muchos instructores era obligados a pedirle a sus alumnos que contestaran mal las preguntas en competencia oficial. Richard Golenko, entrenador de la preparatoria J. Frank Dobie High School, aseguraba que la decisión de vender guías de estudio había cambiado el énfasis del Decatlón Académico, que con ello se daba mayor peso a la memorización de información que a pensamiento crítico. Ante todo esto James Alvino, director ejecutivo de la USAD en aquellos años, argumentó que los costosos materiales de estudio eran necesarios para continuar financiando el 75% del programa (alrededor de $1,750,000 dólares), lo cual permitía que escuelas o estudiantes de bajos recursos pudieran formar parte de la competencia, no obstante la USAD reconoció que los precios deberían reducirse y basar menos los exámenes oficiales en el material publicado por ellos.
Las Guías Básicas, a diferencia de las Guías de Recursos, permanecían con el mismo contenido, año con año. La Guía Básica de Arte, se enfoca en los principios del arte, por ejemplo: los elementos del arte, los fundamentos de composición y difieres técnicas para dibujos en 2-D y 3-D. Adicionalmente, se incluía una pequeña introducción a la historia del Arte. Por su parte la Guía Básica de economía revisaba fundamentalmente conceptos económicos de macroeconomía y microeconomía; la Guía Básica de Lengua y Literatura enseñaba a los estudiantes una serie de pasos que servían como referencia para el análisis de la literatura, así mismo introducía conceptos clave como sinécdoque, metonimia, asonancia y aforismo; mientras tanto la Guía Básica de Matemáticas ofrecía una revisión general de temas como álgebra, geometría, trigonometría, cálculo y estadística.
Es importante mencionar que a partir del 2010, las Guías básicas empezaron a ser incorporadas a las Guía de Recurso Anual.
La Asociación Nacional de Escuelas Secundarias (NASSP) ha criticado la enorme cantidad de tiempo que se requiere para que un estudiante participe en la competencia. En la década de 1980, la Asociación no aprobó la forma en la que el Decatlón Académico funcionaba, pues consideraba que era excesivo lo que pedían a los alumnos para poder ganar. La NASSP afirmó que no se oponía a la competencia académica, pero que le parecía erróneo la dimensión nacional a la que se había extendido el Decatlón Académico. Sin embargo, en 2008, la misma asociación colocó a la USAD en su "Lista Nacional de Concursos y Actividades Estudiantiles", la cual comprende los programas que la NASSP considera que cumplen con los estándares de calidad requeridos.

## Puntuación
Cada una de las pruebas vale 1,000 puntos, es decir, existe la posibilidad de obtener 10,000 puntos de manera individual. Para calcular el puntaje del equipo solamente se toman en cuenta las dos puntuaciones más altas en cada categoría (Honors, Promedio y Elemental), hasta 2012 el resultado máximo posible era de 60,000 puntos por equipo, pero en 2013 se asignó al Súper Quiz un valor de 10,000 puntos válido únicamente para el resultado del equipo en conjunto y no individualmente, por lo que ahora la máxima calificación que se puede obtener es de 70,000. A excepción de la prueba de matemáticas y el Súper Quiz, el resto de los exámenes tienen 50 preguntas con un valor de 20 puntos cada una; en caso del examen de matemáticas, a este se le otorga un mayor peso, ya que solo son 35 preguntas cada una con un valor de 28.6 puntos. Hasta el 2013, el Súper Quiz era una prueba escrita de 40 preguntas, cada una con un valor asignado de 15 puntos. A partir de 2013, el Súper Quiz pasó a ser una prueba de 5 o 10 preguntas abiertas, las cuales pueden tener un valor de 333.3 o 166.7, respectivamente. Antes de 2013, el examen escrito podía ser omitido en las etapas estatales, si el director del estado deseaba darle más peso al Súper Quiz, no obstante, hoy se ha vuelto obligatorio.
Se han presentado con regularidad casos donde hay resultados perfectos de 1,000 puntos, e incluso se han dado docenas de medallas en un solo evento debido a la gran cantidad puntuaciones perfectas o casi perfectas. Medallas de oro, plata, y bronce se entregan en cada evento de la competencia, a cada una de las categorías (Honors. Promedio, Elemental); así mismo en todos los casos donde hay un empate, se entregan medallas a todos los concursantes que hayan quedado en esa posición.
El diseño de las medallas son las letras "AD" encerradas dentro de un círculo que dice Estados Unidos (United States) en la parte de arriba, mientras que en la parte de abajo se lee Decatlón Académico (Academic Decathlon). Aunque las medallas son solo para los ganadores de la competencia, los participantes pueden adquirirlas junto con los materiales de estudio. Cabe destacar que las medallas que se dan en las competencias locales y estatales tienen un diseño diferente al de la nacionales. 
Por otro lado, la entrevista y el discursos son evaluados por tres jueces; las calificaciones otorgadas por cada juez son promediadas, dando como máximo resultado 1,000 puntos por cada prueba. El ensayo es calificado con base en una rúbrica, y es leído por dos jueces, cuyas puntuaciones son promediadas. Si la diferencia entre las puntuaciones que dio cada juez es mayor o igual a 200 puntos, un tercer juez debe leer el ensayo y evaluarlo. Las calificaciones que tengan los valores más cercanos son promediadas para obtener la calificación final.
Un punto de referencia para la élite de Decathlon es obtener una puntuación individual de más de 9.000 puntos; sin embargo, no fue hasta 1992, 24 años después del inicio del concurso, cuando Tyson Rogers alcanzó esta hazaña en una competencia nacional. Desde entonces, un gran número de estudiantes también han roto la marca de los 9,000 puntos. Actualmente el puntaje individual más alto es de 9,461.4 puntos, el cual fue obtenido por Kris Sankaran de la escuela Moorpark High School, en 2009 durante una evento a nivel estatal en California.
Las puntuaciones de los campeones estatales varían mucho de un año a otro, por ejemplo, para la temporada 2002-03, las puntuaciones oscilaron entre 24.785 y 49.910 puntos. Así mismo, los puntajes de los ganadores nacionales han sido tan bajos que apenas han logrado 45,857 puntos, o tan altos que han alcanzado 54,081 puntos; este último resultado pertenece al equipo de la escuela Granada Hills High School, durante la competencia del 2012.

### Controversias
Tres días antes de la competencia estatal de Illinois, la preparatoria Steinmetz High School consiguió copias de los exámenes, las cuales fueron proporcionadas por el Instituto DeVry de Tecnología (DeVry Institute of Technology), lugar donde las finales se llevaban a cabo. El equipo pudo ver las respuestas y memorizarlas, esto permitió a Steinmetz vencer a la escuela Whitney Young Magnet High School, que había ganado las finales del estado de Illinois 22 de las 23 veces que se había realizado el concurso; además seis de los doce estudiantes que obtuvieron más de 900 puntos en el examen de matemáticas en la prueba nacional, venían de Steinmetz High School, lo cual llevó a que el Decatlón Académico del Estado de Illinois empezara a sospechar sobre un posible engaño. El equipo de Steinmetz fue descalificado después de que los miembros del equipo se negaran a tomar una versión alternativa del examen, y eventualmente su entrenador renunció. Este incidente fue dramatizado en la película Cheaters.
John Burke, entrenador de la preparatoria Catholic Memorial High School, fue el centro de una disputa con respecto a los resultados de la prueba estatal de Wisconsin en 2003. La confusión surgió por el ensayo de un estudiante de la Catholic Memorial High School, el cual solo obtuvo 390 puntos de 1000 posibles, por los que Burke argumentó que dicho trabajo había sido evaluado incorrectamente. Los participantes tienen el derecho a pedir que sus calificaciones sean revisadas, sin embargo,  Gerhard Fischer, el presidente del Decatlón Académico de Wisconsin, dijo que la forma en la que Burke manejó la situación fue altamente cuestionable y enardecedora. Como resultado Burke fue suspendido por tres años, mientras que la escuela a la que representaba fue suspendida por uno; los padres de familia de la escuela Catholic Memorial creían que el castigo de Burke se debió a diferencias personales con el representante oficial del Decatlón Académico en Wisconsin. La controversia llevó a una investigación, donde el representante del Decatlón de Wisconsin descubrió que Burke había sido acusado anteriormente de "atacar a los jóvenes y de haber cometido trampa en los exámenes."

## Campeonato Nacional

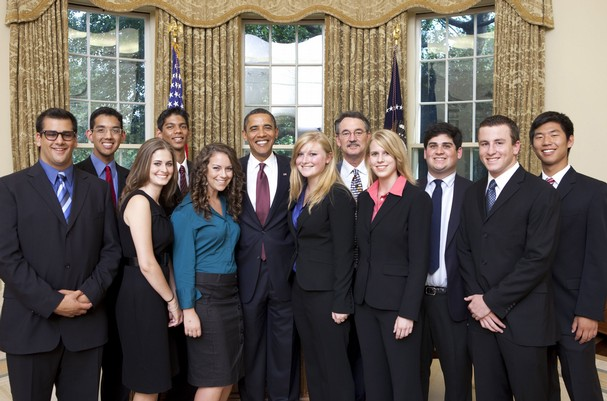
El Presidente Barack Obama con el equipo de la escuela Moorpark High School, en la competencia nacional del 2009.

En el Campeonato Nacional la escuela ganadora de cada estado se enfrenta contra todas las demás para ganar un título general. En ocasiones, algunas escuelas internacionales compiten, también, pero los casos, hasta ahora, han sido pocos. Las escuelas que compiten están divididas en tres categorías de acuerdo con su tamaño (I, II y III), no obstante, esta división está limitada a la puntuación global del equipo, y a la puntuación individual general. 
Se pueden entregar como máximo nueve medallas al equipo: oro, plata y bronce par cada división; además una persona, individualmente, puede obtener 27 medallas, sin importar la categoría en la que se encuentre. Por su parte, los mejores discursos son honrados en el Speech Showcase, mientras que los ganadores en las otras pruebas son galardonados en un banquete, en el cual no importa la categoría en la que se haya participado.
Otros premios que se otorgan en el Decatlón Académico es la presea Kristin Caperton, la cual se le entrega a aquellas personas que han superado dificultades personales o físicas. Ciertos premios a veces incluyen recompensas económicas, la cantidad entregada suele variar año con año. 
Desde que se inició la competencia a nivel nacional, la mayoría de los ganadores han sido del Estado de California, Texas y Wisconsin. 

### Competencia en Línea
En 2006, se creó la competencia virtual para escuelas que cuentan con una matrícula de 650 alumnos o menos; dos años más tarde en 2008, las escuelas de un tamaño medio, es decir, que tienen entre 651 y 1300 alumnos, empezaron a participar en el concurso virtual, sin embargo se llevaban a cabo dos concursos diferentes para cada tipo de escuela. Además en la competencia en línea el discurso y la entrevista son omitidos. Las otras ocho pruebas se llevan a cabo vía internet y los resultados son enviados electrónicamente a la USAD para que sean evaluados. Cabe mencionar que en las pruebas en línea, el máximo puntaje que un equipo puede obtener es de 48,000 puntos y no 60,000 como en la versión presencial.
Por otro lado, aunque es una competencia virtual, las escuela son premiadas por su esfuerzo, por ejemplo la preparatoria de la Universidad de Fresno, (UHS) en California ha ganado 6 de 7 campeonatos nacionales. La UHS tiene una matrícula actual de 465 estudiantes, pero se ubicó en octavo lugar en el estado de California en 2013, ya que compitió contra escuelas mucho más grandes que la de su tamaño. 